# Saxifraga fortunei
Saxifraga fortunei är en stenbräckeväxtart som beskrevs av William Jackson Hooker. Saxifraga fortunei ingår i Bräckesläktet som ingår i familjen stenbräckeväxter.

## Underarter
Arten delas in i följande underarter:
- S. f. alpina
- S. f. jotanii
- S. f. koraiensis
- S. f. obtusocuneata
- S. f. suwoensis

## Bildgalleri

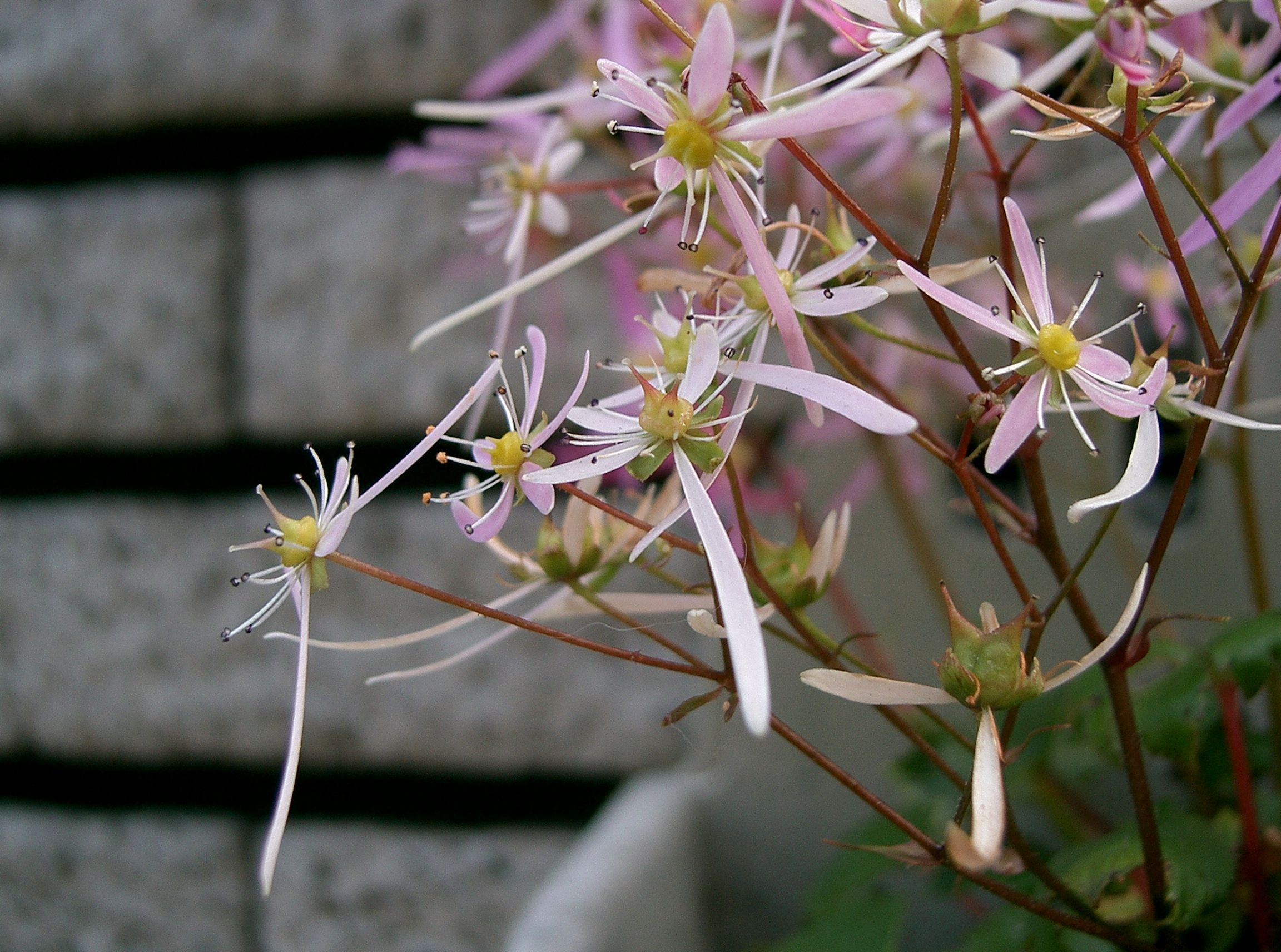
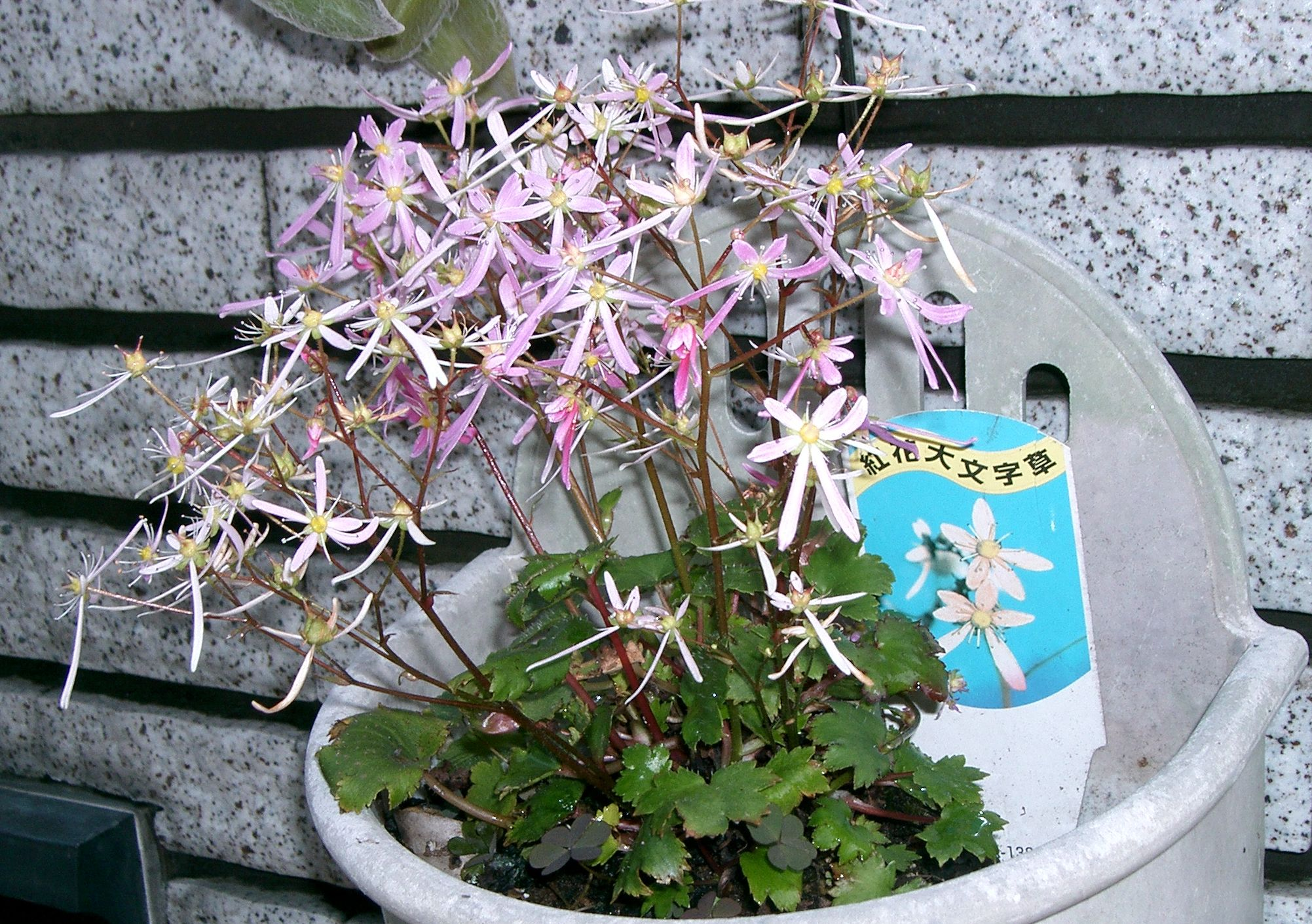
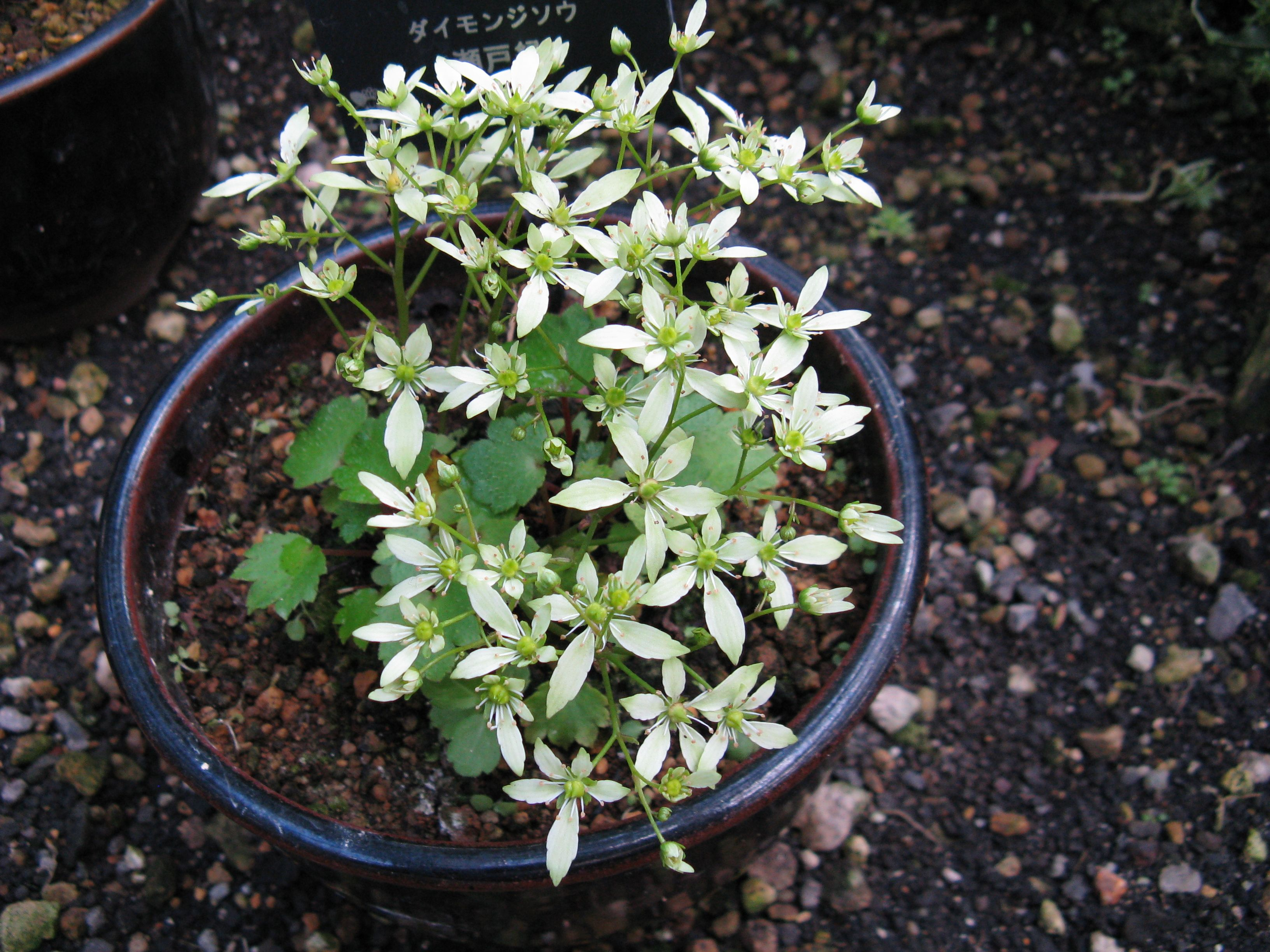
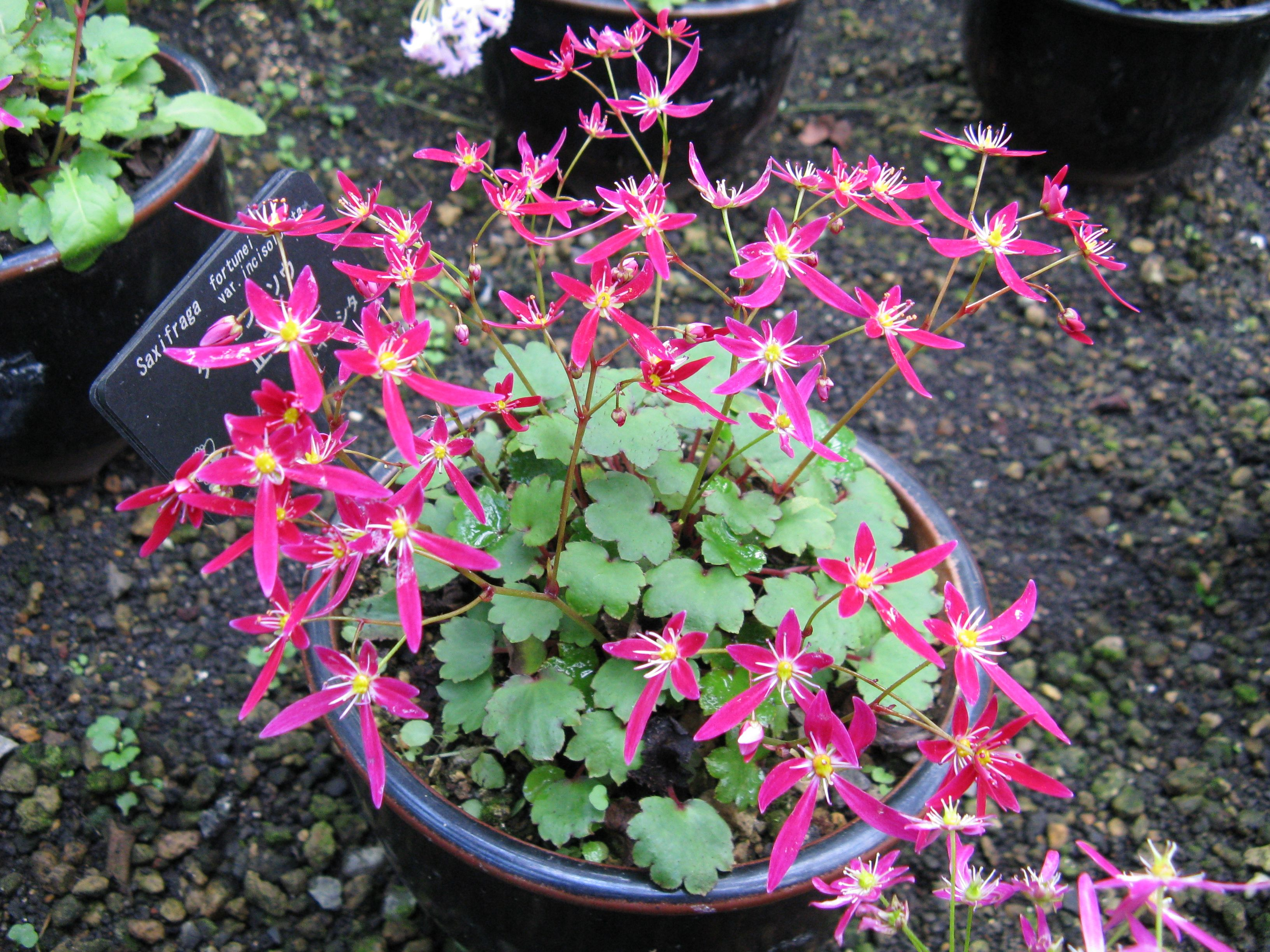
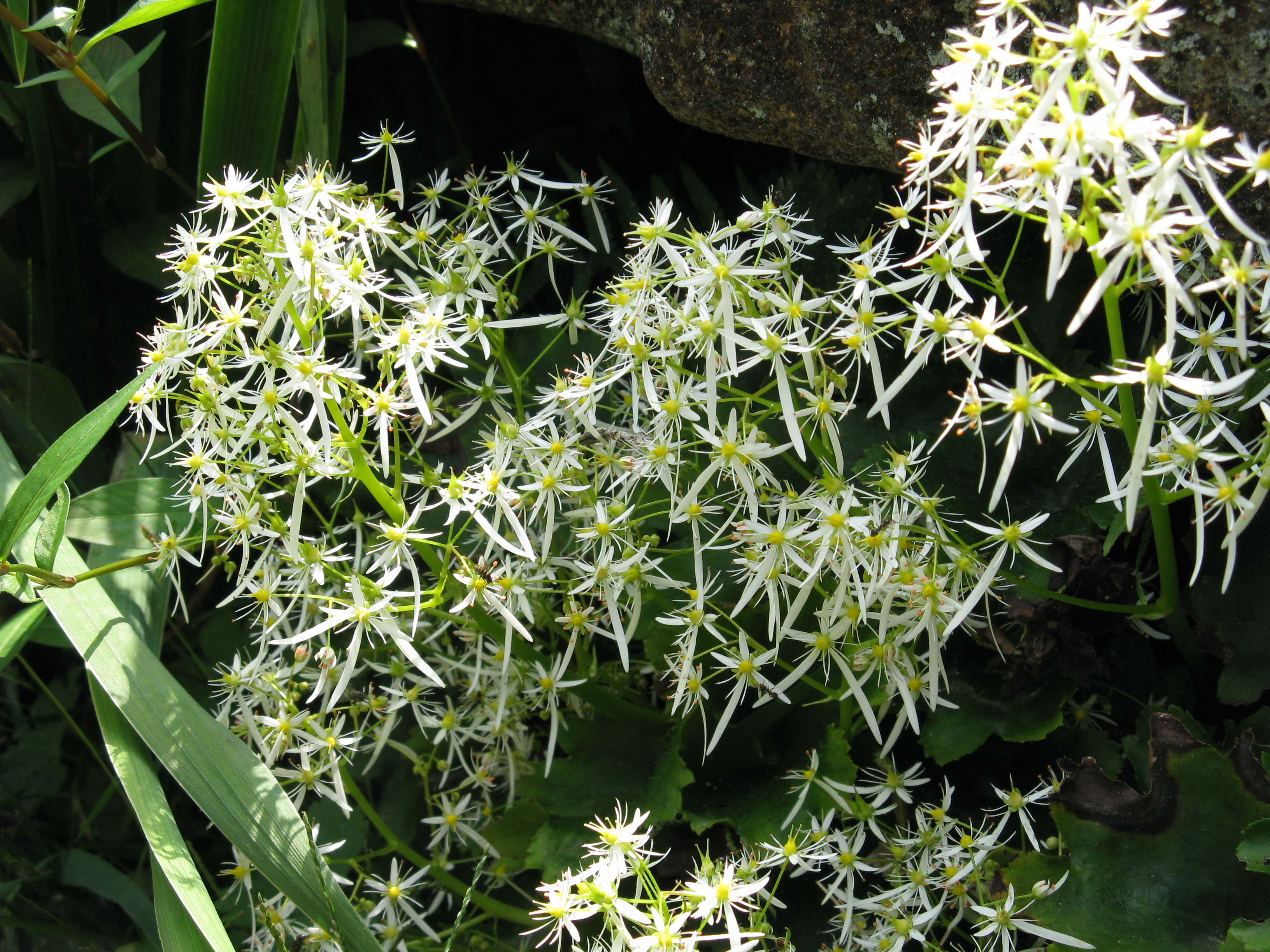
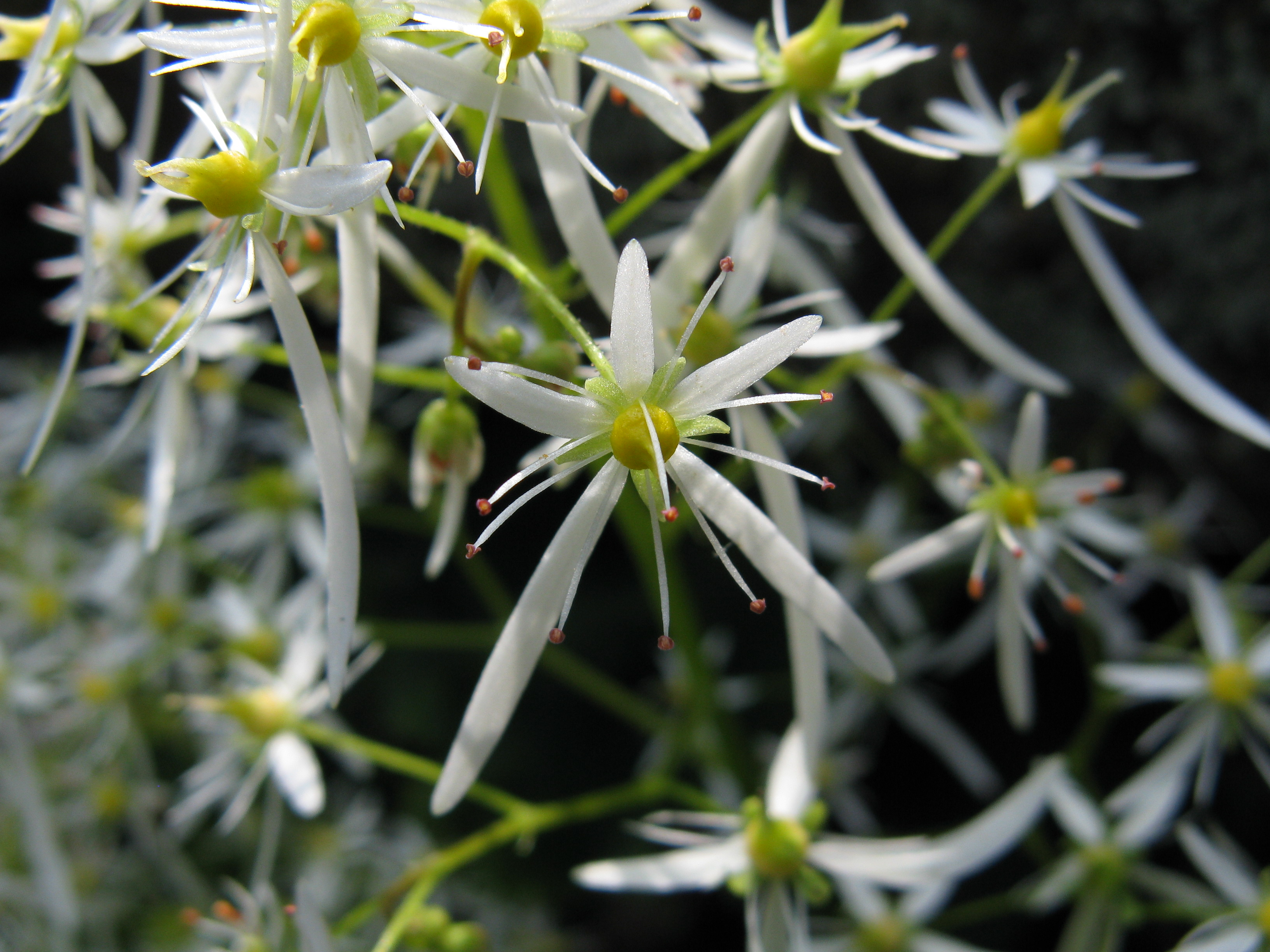